# Andrzej Napieralski
Andrzej Krzysztof Napieralski (ur. 29 grudnia 1950 w Łodzi, zm. 29 września 2024) – polski naukowiec, profesor, którego zainteresowania naukowe obejmowały elektronikę i mikroelektronikę.
Na Politechnice Łódzkiej pracował od 1973 r. W 1977 roku obronił z wyróżnieniem rozprawę doktorską. W styczniu 1989 roku obronił rozprawę habilitacyjną z dziedziny elektroniki na Politechnice Warszawskiej, a w maju 1989 z dziedziny mikroelektroniki na Université Paul Sabatier (UPS) w Tuluzie (Francja).
W latach 1984–1985 wykładał w Institut des Télécommunications d'Oran w Algierii. W latach 1985–1991 był profesorem associé w Laboratoire d'Automatique et d'Analyse des Systèmes du C.N.R.S. (LAAS) oraz w Institut National des Sciences Appliquées (INSA) w Tuluzie (Francja).
W styczniu 1995 roku uzyskał tytuł profesora nauk technicznych. W latach 1992–1996 był zastępcą dyrektora Instytutu Elektroniki PŁ, a od 1996 roku był kierownikiem założonej przez siebie Katedry Mikroelektroniki i Technik Informatycznych PŁ. W latach 2002 -2008 pełnił funkcję prorektora Politechniki Łódzkiej ds. promocji i współpracy z zagranicą.

## Osiągnięcia naukowo-badawcze
Prof. Andrzej Napieralski prowadził wykłady zaproszone w kilkunastu krajach. Brał czynny udział w projektach międzynarodowych, w tym w 10 europejskich projektach naukowo badawczych (1 ESPRIT-BARMINT, 2 projekty COPERNICUS, 2 projekty V Programu Ramowego Unii Europejskiej – SEWING i REASON, 2 projekty VI Programu Ramowego CARE i PERPLEXUS oraz 3 projekty VII Programu Ramowego EUCARD, TIARA  i EDUMEMS). Uczestniczył też w grancie NATO i w 8 projektach TEMPUS (w tym w 3 jako koordynator i kontraktor) a aktualnie jest partnerem projektu ERASMUS MUNDUS – LAMENITEC. Brał udział również w 62 grantach KBN, NCN i NCBiR.

## Działalność publikacyjna i organizacyjna
Opublikowany dorobek prof. Napieralskiego obejmuje ponad 1100 pozycji w tym 7 książek (2 wydane za granicą), 18 podręczników i skryptów (15 zagranicznych), 26 rozdziałów w książkach (18 w książkach zagranicznych), 243 artykuły w recenzowanych czasopismach (108 z listy filadelfijskiej), 837 artykułów w materiałach konferencji naukowych (704 międzynarodowych) i 16 patentów. Dodatkowo był edytorem 26 materiałów konferencyjnych (25 międzynarodowych) i 13 czasopism naukowych (5 zagranicznych). Profesor Napieralski był Przewodniczącym Komitetu Naukowego i Organizacyjnego  konferencji MIXDES (Mixed Design of Integrated Circuits and Systems).
Jest promotorem 56 zakończonych rozpraw doktorskich, z których sześć uzyskało Nagrodę Prezesa Rady Ministrów. Ponadto jest członkiem kilkudziesięciu Komitetów Naukowych konferencji krajowych i zagranicznych. Pięciokrotnie został wybrany na członka Komitetu Elektroniki i Telekomunikacji PAN. Od 2003 roku był Przewodniczącym Sekcji Mikroelektroniki KEiT (Komitetu Elektroniki i Telekomunikacji) PAN (4 kadencje 2003-2019). W latach 2000–2010 Przewodniczący Polskiej Sekcji IEEE ED Chapter. W 2012 roku został wybrany przewodniczącym Komitetu Elektroniki i Fotoniki URSI oraz Vice-Przewodniczącym IEEE EDS-SRC Region 8.

## Odznaczenia i wyróżnienia
Prof. Andrzej Napieralski jest laureatem około 100 nagród na światowych wystawach wynalazków. W 2009 roku na światowej wystawie Brussels Eureka Competition otrzymał wraz z zespołem Grand Prix of Innova. Za swoje osiągnięcia naukowe został wyróżniony:
- Krzyżem Komandorskim Orderu Wynalazczości (Mérite d’Invention) Królestwa Belgii,
- Złotą Honorową Odznaką SPWiR (Stowarzyszenie Polskich Wynalazców i Racjonalizatorów),
- Złotym Medalem WIPO (World Intellectual Property Organization),
- wieloma nagrodami i odznaczeniami Politechniki Łódzkiej (w tym nagrodą J.M. Rektora Politechniki Łódzkiej za najwyższą liczbę cytowań w 2009 roku),
- 43 nagrodami i dyplomami Ministra (2 Ministra Edukacji Narodowej, 3 nagrodami Ministra Nauki, 4 nagrodami Ministra Nauki i Informatyzacji, 3 nagrodami Ministra Edukacji i Nauki, 33 nagrodami Ministra Nauki i Szkolnictwa Wyższego),
- siedmioma statuetkami „Łódzkie Eureka” w roku 2004, 2006, 2007, 2008 (dwie), 2009 i 2013,
- Nagrodą Gospodarczą Wojewody Łódzkiego w 2007 roku.

W 2013 roku otrzymał Nagrodę Miasta Łodzi za wybitne osiągnięcia w działalności naukowej. W 2012 roku otrzymał nagrodę Zasłużony dla Wydziału Elektroniki Mikrosystemów i Fotoniki Politechniki Wrocławskiej.
Odznaczony Złotym Krzyżem Zasługi, Krzyżami Komandorskim (2017), Oficerskim i Kawalerskim Orderu Odrodzenia Polski, a także Medalem Komisji Edukacji Narodowej. W 2008 roku otrzymał medal Zasłużony pracownik nauki i techniki Federacji Rosyjskiej oraz doktoraty Honoris Causa: Państwowego Uniwersytetu w Wielkim Nowogrodzie (2009) i Uniwersytetu Morskiego w Gdyni (2019).